# 斉藤薫 (実業家)
斉藤 薫（さいとう かおる、1952年12月21日 - ）は、日本の実業家。遠州鉄道代表取締役会長、浜松商工会議所会頭。

## 人物・経歴
静岡県島田市出身。幼少期を島根県浜田市で過ごした。島根県立浜田高等学校在学中の1970年に父が死去したため、静岡県浜松市小沢渡町 (現：中央区小沢渡町) の親戚の農家に身を寄せる。1971年静岡県立浜松西高等学校卒業。1976年明治大学商学部卒業、遠州鉄道入社。2000年不動産事業部長。2002年遠鉄アシスト代表取締役社長。2005年取締役に昇格。2007年取締役保険事業本部長。2010年常務取締役グループ経営推進本部長。2012年専務取締役グループ経営推進本部長。2013年から代表取締役社長を務め、地域活性化などにあたっている。2019年浜松商工会議所副会頭。2021年浜松商工会議所会頭。2022年代表取締役会長。2024年代表取締役を退任し、相談役となる（予定）。